# Voyer (Moselle)
Pour les articles homonymes, voir Voyer.
Voyer (Vuyer en lorrain, Weiher en allemand) est une commune française située dans le département de la Moselle, en région Grand Est.
Cette commune se trouve dans la région historique de Lorraine et fait partie du pays de Sarrebourg.

## Géographie
Voyer se situe en limite du massif montagneux des Vosges, à une altitude moyenne de 360 mètres. Sa superficie est de 4,5 km². Sa latitude est de 48.65 degrés nord et sa longitude de 7.08 degrés est. La forêt communale de Voyer en limite est de la commune, est d'une surface de 1,7 km².

### Communes limitrophes
Les villages proches de Voyer sont : Hartzviller à 1,8 km, Abreschviller à 2 km, Vasperviller à 2,3 km, Métairies-Saint-Quirin à 2,8 km, Troisfontaines à 3,7 km.
| Nitting & Hesse | Hartzviller                 | Troisfontaines |
| Nitting         | Voyer                       | Troisfontaines |
| Nitting         | Abreschviller &Vasperviller | Abreschviller  |

### Hydrographie
La commune est située dans le bassin versant du Rhin au sein du bassin Rhin-Meuse. Elle est drainée par le ruisseau de Voyer.

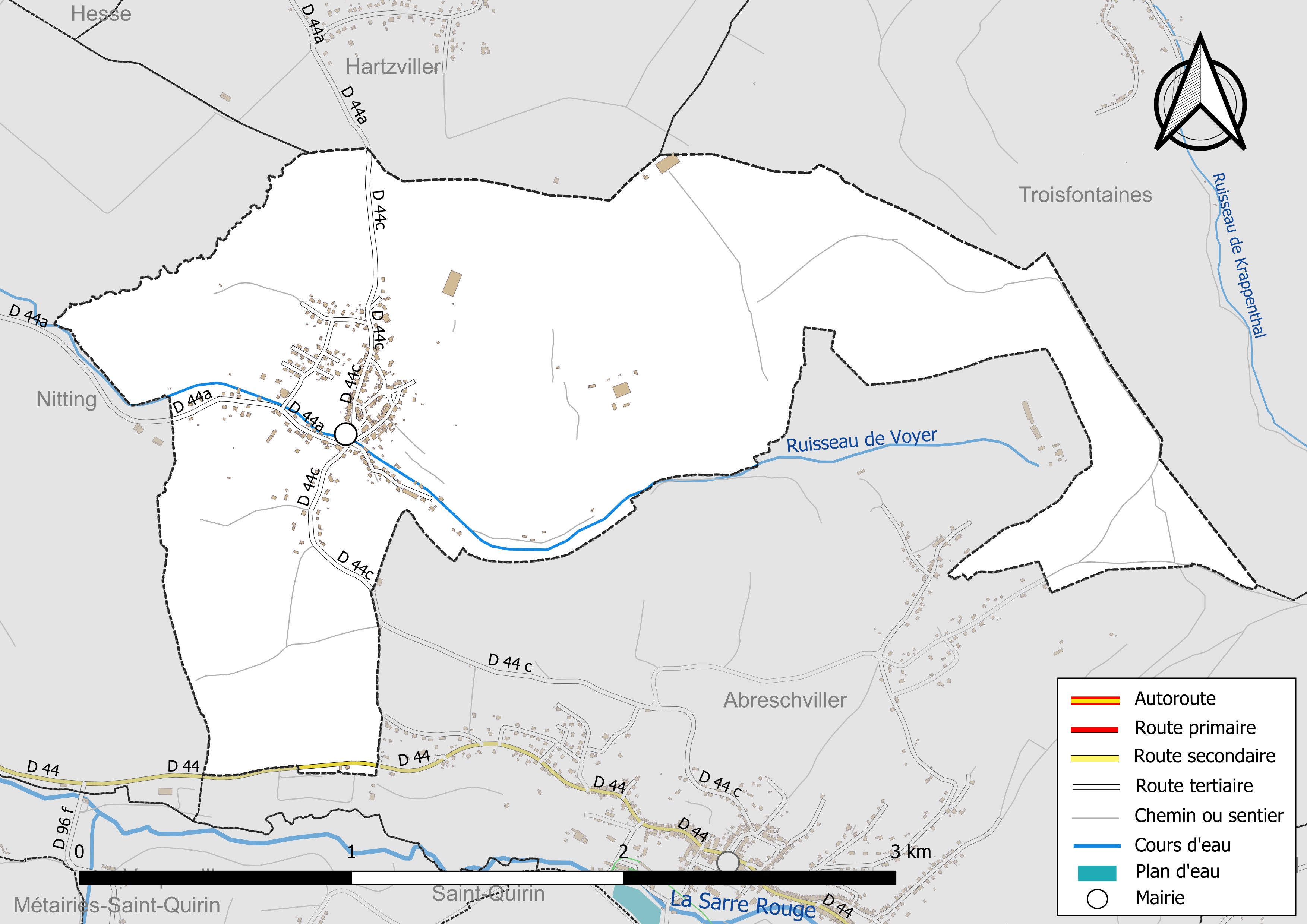
Réseaux hydrographique et routier de Voyer.

### Climat
Pour des articles plus généraux, voir Climat du Grand Est et Climat de la Moselle.
En 2010, le climat de la commune est de type climat des marges montargnardes, selon une étude du Centre national de la recherche scientifique s'appuyant sur une série de données couvrant la période 1971-2000. En 2020, Météo-France publie une typologie des climats de la France métropolitaine dans laquelle la commune est exposée à un climat semi-continental et est dans la région climatique  Vosges, caractérisée par une pluviométrie très élevée (1 500 à 2 000 mm/an) en toutes saisons et un hiver rude (moins de 1 °C).
Pour la période 1971-2000, la température annuelle moyenne est de 9,7 °C, avec une amplitude thermique annuelle de 16,9 °C. Le cumul annuel moyen de précipitations est de 1 033 mm, avec 12,9 jours de précipitations en janvier et 10,3 jours en juillet. Pour la période 1991-2020, la température moyenne annuelle observée sur la station météorologique de Météo-France la plus proche, « Nitting_sapc », sur la commune de Nitting à 4 km à vol d'oiseau, est de 10,4 °C et le cumul annuel moyen de précipitations est de 993,7 mm. 
La température maximale relevée sur cette station est de 37,9 °C, atteinte le 25 juillet 2019 ; la température minimale est de −19,4 °C, atteinte le 26 décembre 2010,,.
Les paramètres climatiques de la commune ont été estimés pour le milieu du siècle (2041-2070) selon différents scénarios d'émission de gaz à effet de serre à partir des nouvelles projections climatiques de référence DRIAS-2020. Ils sont consultables sur un site dédié publié par Météo-France en novembre 2022.

## Urbanisme

### Typologie
Au 1er janvier 2024, Voyer est catégorisée commune rurale à habitat dispersé, selon la nouvelle grille communale de densité à sept niveaux définie par l'Insee en 2022.
Elle est située hors unité urbaine. Par ailleurs la commune fait partie de l'aire d'attraction de Sarrebourg, dont elle est une commune de la couronne,. Cette aire, qui regroupe 87 communes, est catégorisée dans les aires de 50 000 à moins de 200 000 habitants,.

### Occupation des sols
L'occupation des sols de la commune, telle qu'elle ressort de la base de données européenne d’occupation biophysique des sols Corine Land Cover (CLC), est marquée par l'importance des territoires agricoles (56,8 % en 2018), en diminution par rapport à 1990 (59,3 %). La répartition détaillée en 2018 est la suivante : 
forêts (34,3 %), prairies (33,2 %), terres arables (18,1 %), zones urbanisées (9 %), zones agricoles hétérogènes (5,5 %). L'évolution de l’occupation des sols de la commune et de ses infrastructures peut être observée sur les différentes représentations cartographiques du territoire : la carte de Cassini (XVIIIe siècle), la carte d'état-major (1820-1866) et les cartes ou photos aériennes de l'IGN pour la période actuelle (1950 à aujourd'hui).

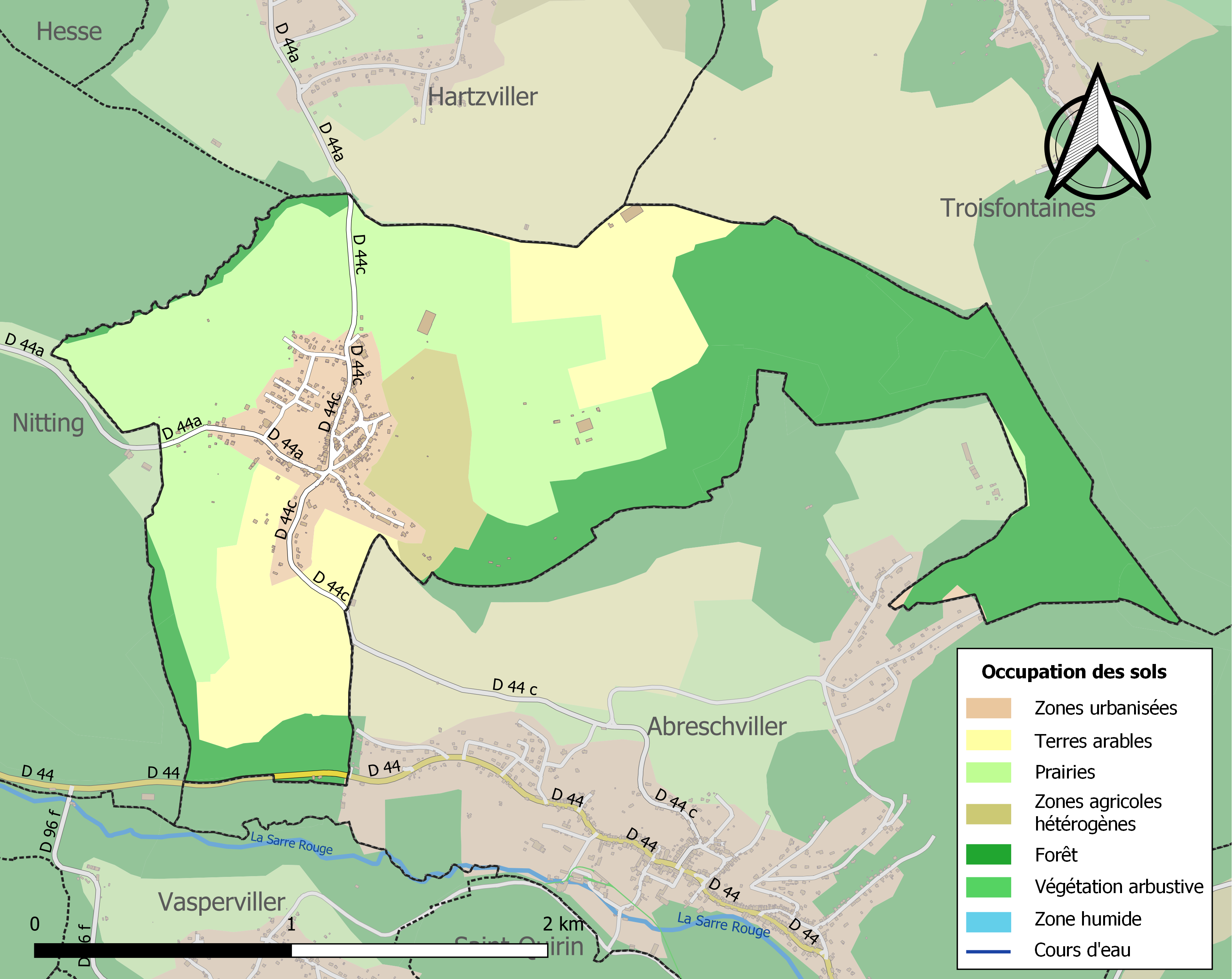
Carte des infrastructures et de l'occupation des sols de la commune en 2018 (CLC).

## Toponymie
Anciennes mentions : Veiher (1671), Weyher (1725), Voyer et Weyer (1751), Voyer (1793), Weiher (1871-1918).
Il s'agit du germanique Weiher issu du latin vivarium (vivier en français) : « pièce d'eau, étang ». Ce toponyme est dû au voisinage immédiat d'une pièce d'eau, aujourd'hui mise à sec. Celle-ci a plusieurs fois été recréée, notamment au début du XXe siècle, lorsque des étangs d'élevage de truites furent aménagés.
À cause de ses anciens noms de Veiher et Weyher, c'est par erreur qu'on a appliqué à cette localité la dénomination de Veyersheim-à-la-Haute-Tour ; le village qui a porté ce nom est situé aux environs de Wasselonne d'après une notice sur Dabo.

## Histoire
- L’emplacement du village actuel est relativement récent ; l'ancien village se situait plus près d’Abreschviller, sur la colline, et possédait une petite église.
- 1344 : première mention du village, qui indique une tuilerie.
- Voyer dépend du comté de Dabo.
- À la suite de la dépopulation due à la guerre de Trente Ans, Voyer est rattaché à la paroisse de Walscheid jusqu'en 1739, puis à celle d'Abreschviller.
- 1775 : fondation d'une tuilerie par Christian Oberlé.
- 1786 : le village de Voyer est érigé en paroisse malgré les protestations et procès intentés par la paroisse d'Abreschviller.
- 1839 : début de construction de l'église actuelle en remplacement de celle devenue trop petite qui occupait le site de l'ancien cimetière situé 150 m. plus haut dans la rue de l'École.
- 1871-1919 : première annexion par l'Empire allemand.
- 1889 : Voyer possède sa propre compagnie de pompiers[18].
- 1902 : Ouverture d'un bureau télégraphique avec service téléphonique public[19].
- 1940-45 : seconde annexion par l'Empire allemand (Troisième Reich).

### Situation linguistique
La commune de Voyer se situe sur la frontière linguistique mosellane, elle est linguistiquement rattachée au côté sud du département, où on parle le lorrain roman et le français. Avant la guerre de Trente Ans, qui a fait reculer ladite frontière, ce village est germanophone.
En 1714, d'après des archives, huit paroissiens de Biberkirch (où il n'y avait alors pas d'église) venaient suivre le culte à Voyer car on le célébrait en français, et quinze autres à Walscheid où on le célébrait en allemand.
En 1871, lors du rattachement à l'Empire allemand, le français reste langue officielle de l'administration à Voyer, village situé dans une province pourtant devenue allemande, grâce à une exception de 1877 valant pour les communes où le français est langue usuelle. Mais un arrêté ministériel de 1892 supprime cette exception et rendant l'allemand langue officielle de fait.
Dans les années 2010, les habitants historiques de cette commune utilisent encore le vocabulaire du lorrain roman.

## Politique et administration
| Période                                  | Période  | Identité                        | Étiquette | Qualité       |
| ---------------------------------------- | -------- | ------------------------------- | --------- | ------------- |
| Les données manquantes sont à compléter. |          |                                 |           |               |
| 1724                                     |          | Pierre Tonne                    |           | Manœuvre      |
| Les données manquantes sont à compléter. |          |                                 |           |               |
| 1888                                     |          | Jean Baptiste Schwanger         |           |               |
| 1889                                     |          | M. Rogé                         |           |               |
| Les données manquantes sont à compléter. |          |                                 |           |               |
| 1945                                     | 1977     | Lucien Perrin (1916-2007)       |           | Menuisier     |
| 1977                                     | 1989     | Martin Marie-Bernard dit Gérard |           | Débardeur     |
| 1989                                     | 2020     | Bruno Krause (1954)             |           | Cadre         |
| 2020                                     | En cours | Bertrand Janson (1977)          |           | Fonctionnaire |
| Les données manquantes sont à compléter. |          |                                 |           |               |

## Population et société

### Démographie
L'évolution du nombre d'habitants est connue à travers les recensements de la population effectués dans la commune depuis 1793. Pour les communes de moins de 10 000 habitants, une enquête de recensement portant sur toute la population est réalisée tous les cinq ans, les populations de référence des années intermédiaires étant quant à elles estimées par interpolation ou extrapolation. Pour la commune, le premier recensement exhaustif entrant dans le cadre du nouveau dispositif a été réalisé en 2007.

En 2022, la commune comptait 449 habitants, en évolution de +0,67 % par rapport à 2016 (Moselle : +0,52 %, France hors Mayotte : +2,11 %).
| 1793 | 1800 | 1806 | 1821 | 1831 | 1836 | 1841 | 1846 | 1851 |
| ---- | ---- | ---- | ---- | ---- | ---- | ---- | ---- | ---- |
| 402  | 490  | 529  | 562  | 609  | 697  | 747  | 704  | 632  |

| 1856 | 1861 | 1871 | 1875 | 1880 | 1885 | 1890 | 1895 | 1900 |
| ---- | ---- | ---- | ---- | ---- | ---- | ---- | ---- | ---- |
| 488  | 514  | 470  | 481  | 466  | 400  | 401  | 416  | 449  |

| 1905 | 1910 | 1921 | 1926 | 1931 | 1936 | 1946 | 1954 | 1962 |
| ---- | ---- | ---- | ---- | ---- | ---- | ---- | ---- | ---- |
| 459  | 411  | 377  | 400  | 373  | 363  | 375  | 362  | 371  |

| 1968 | 1975 | 1982 | 1990 | 1999 | 2006 | 2007 | 2012 | 2017 |
| ---- | ---- | ---- | ---- | ---- | ---- | ---- | ---- | ---- |
| 348  | 368  | 368  | 379  | 402  | 406  | 407  | 439  | 452  |

| 2022 | - | - | - | - | - | - | - | - |
| ---- | - | - | - | - | - | - | - | - |
| 449  | - | - | - | - | - | - | - | - |

## Économie
- Exploitation forestière.
- Agriculture.
- Élevage.
- Ferme de la forêt : Élevage de brebis, produits laitiers, fromage, Occasionnellement viande (port, agneau). Vente directe.
- Blanchisserie–teinturerie.
- Coiffure à domicile.
- Artisans du bâtiment.

## Vie locale

### Fête patronale
Deuxième week-end de septembre.

### Salon du jeu de Moselle-sud
Depuis 2017, le club des « Gagotte » issus du foyer rural de Voyer a vu le jour. Trois jeux en bois y sont alors proposés : Mölkky, Kubb et Cornhole.
Régulièrement mis en compétition, les membres voyérois affrontent d'autres clubs tels que les « Ours Cuivrés » de Lunéville ou les « Loups argentés » de Varangéville lors de tournois officiels.

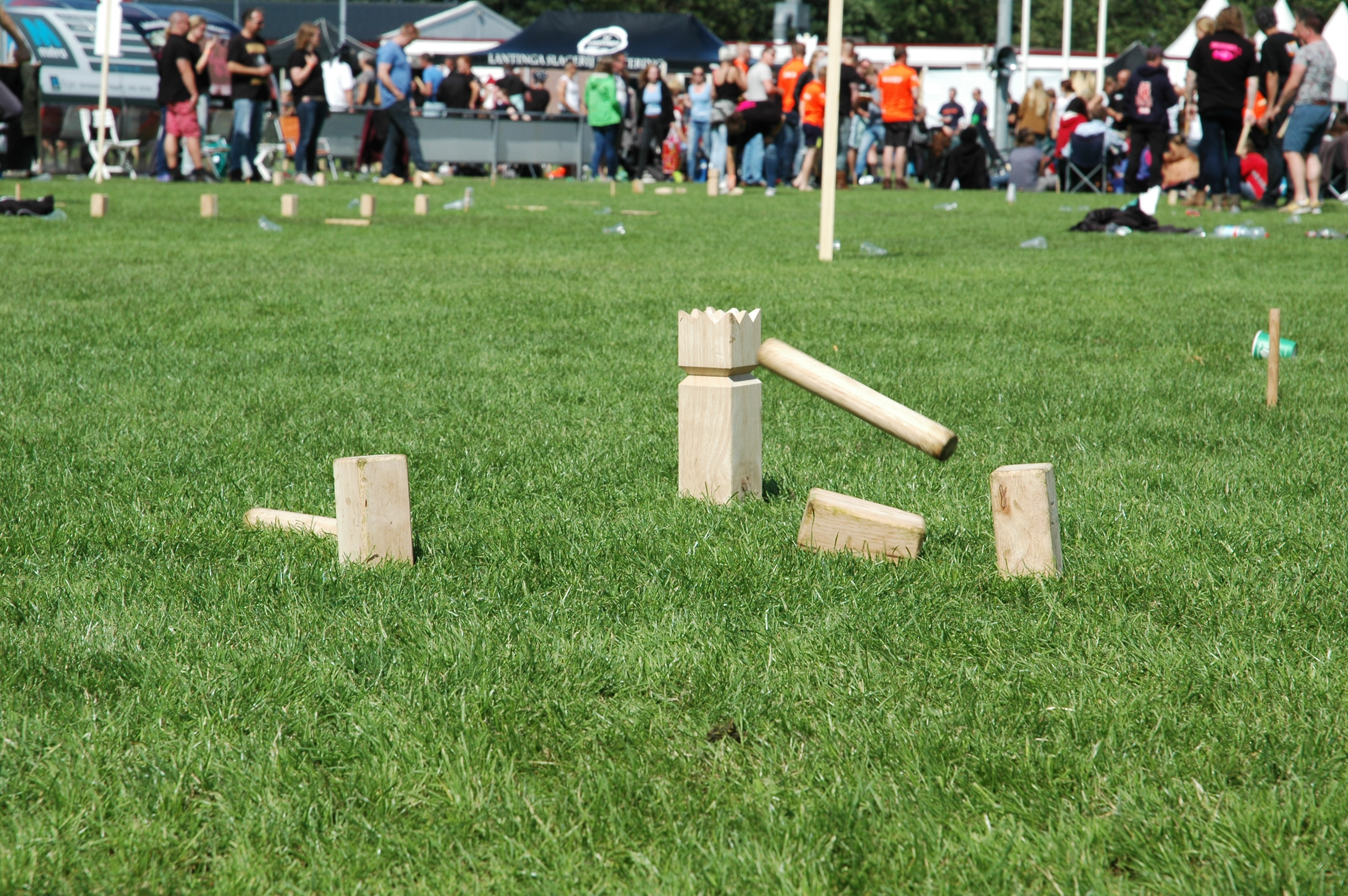
Jeu de Kubb.
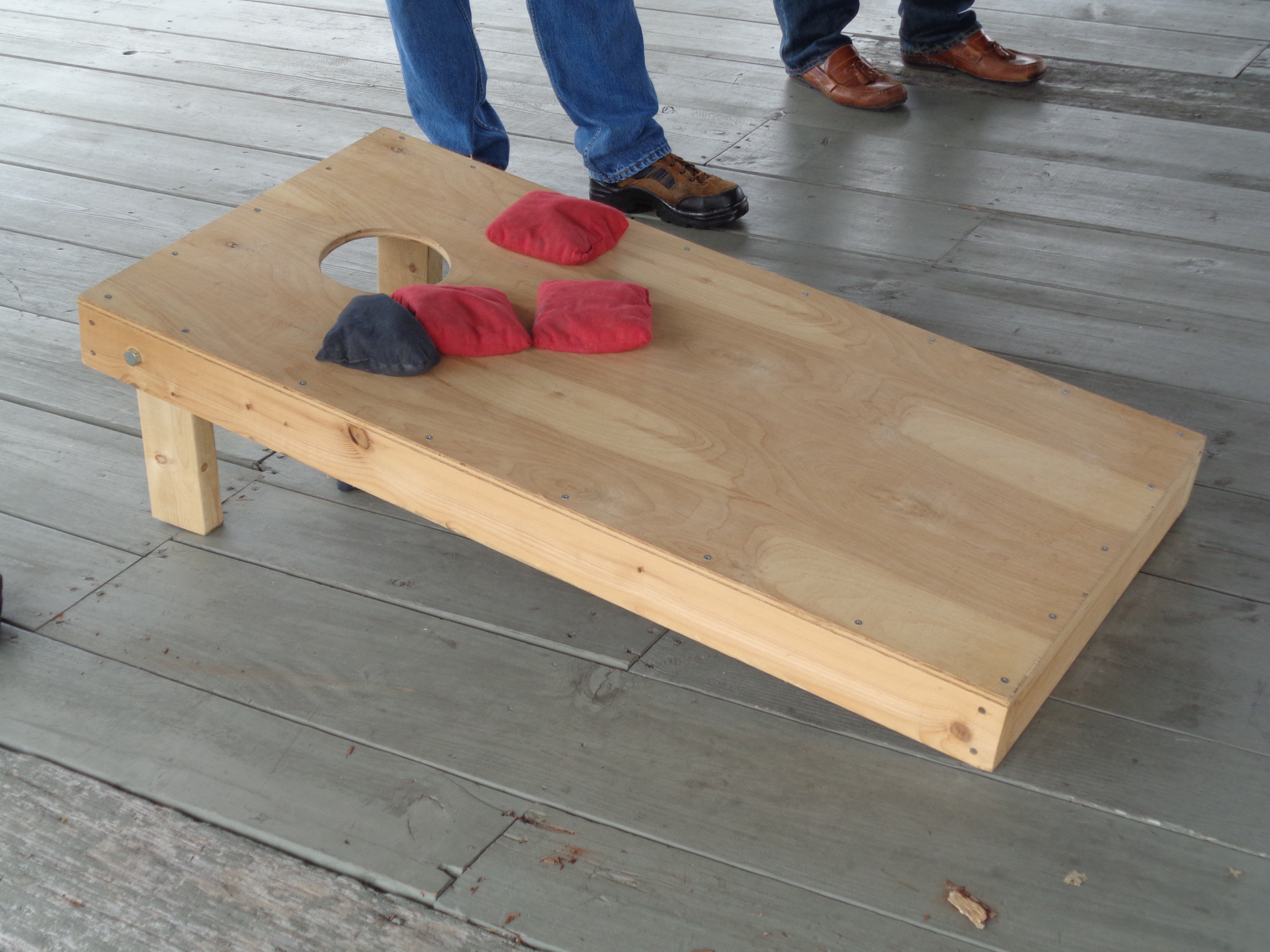
Jeu de Cornhole.

Depuis 2020, le Foyer Rural de Voyer accueille chaque année le Salon du jeu de Moselle-Sud, au mois de novembre. L’édition 2024 doit accueillir 1 200 visiteurs pour tester gratuitement 70 jeux en tous genres.

### Sports
L'U.S.Voyer, club de football du village, possède une équipe U13, en division 3, et une équipe Seniors, en division 4.
- Classement Seniors 2019-20 : 1er à la trêve hivernale.
- Classement Seniors 2018-19 : 4e.
- Classement Seniors 2017-18 : 4e.
- Classement Seniors 2016-17 : 5e.

## Culture locale et patrimoine

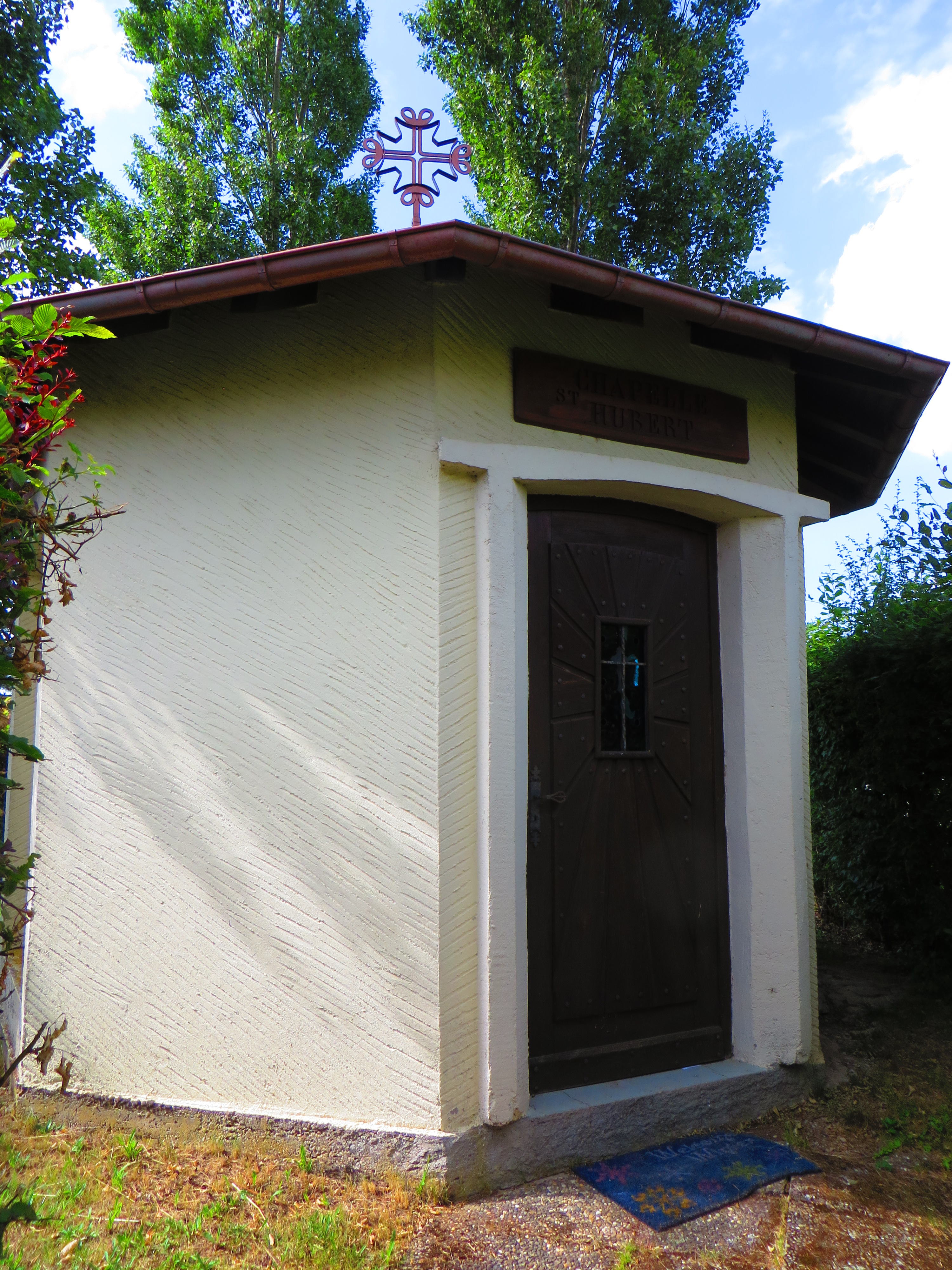
Chapelle Saint-Hubert.

### Lieux et monuments

#### Édifices civils
- Vestiges de fortifications (époque indéterminée).
- Vestiges gallo-romains.
- Vestiges antiques disparus. Jusqu’au début du XXe siècle, les environs de Voyer possédaient de nombreuses ruines antiques qui ont aujourd’hui disparu. Le “Chemin des Princes” qui joignait Voyer à Saint-Léon par La Valette était couvert de dalles et on pouvait y voir jadis des bas-reliefs. Il ne reste aujourd’hui que le tracé du chemin, les dalles ayant été utilisées à la construction de maisons[27].
- Écoles maternelle et élémentaire (41 élèves en 2019).
- Monument aux morts, devant l'église. Un obélisque surmonté d'une croix commémore les deux conflits 1914-18 et 1939-45, faisant mention particulière des 76 soldats tombés au « Combat de Voyer » des 20 et 21 août 1914[28].

#### Édifices religieux
- Église Notre-Dame : construite à la croisée des deux rues principales. Sa date de construction est incertaine : 1839 ou 1859, selon l'inscription difficilement lisible de la pierre de fondation. Elle va éviter aux habitants de devoir se rendre à l'église d'Abreschviller. Il n’y avait en effet qu’une église pour les deux villages, se situant à l'endroit de l'actuelle chapelle du cimetière d'Abreschviller. Il semble que la date de 1839 soit la plus juste, étant donné d'une part la mention faire d'un curé à Voyer dès 1830, en la personne de Pierre Henry Gomien (1806-1872)[29], et d'autre part que la trace de la nouvelle église soit déjà reportée au crayon sur le cadastre daté d'entre 1803 et 1840[30]. L'église, en grès des Vosges, est à nef unique et voûte plate, la tour-porche s'ouvrant avec un portail de style classique. Verrières de Champigneulle (1880), peintures murales de M. Küng (1932), présentant des scènes de l'Ancien et du Nouveau Testament[31]. Mobilier en partie néo-gothique, orgue de Haerpfer-Erman[32]. Réparations en 1892.
- Chapelle Saint-Hubert, sur la route de Voyer à Hartzviller, reconstruite sur plan octogonal en 1960-1969 à l'emplacement d'une précédente de plan rectangulaire. Elle contient deux statues en bois sculptés du XIXe siècle : saint Hubert et sainte Appoline.
- L'ancien cimetière, avec murs arasés toujours visibles, et sa grille d'entrée conservée face au 11 rue de l'École, se situe autour d'une église détruite qui apparaît encore sur l'atlas cadastral ancien (1803-1840)[30]. Son mur est attesté dès 1788. Désaffecté en 2006, il accueille un monument en son centre. Une trentaine des principaux tombeaux ont été transférés dans le nouveau cimetière situé plus haut, sur la route des Picards, créé en 1977-1978. Plusieurs sont signées d'artistes locaux : Jean-Baptiste Goeury, A. Beche, Ackermann[33]

### Fête des vins
Chaque premier week-end de septembre a lieu la « Fête des vins de Voyer ». Depuis 1987, sans interruption, elle met à l'honneur les vins de la vallée du Rhône.
Cette fête, née d'amitiés nouées par les Mosellans expulsés dans le Vaucluse, et à Bollène en particulier, pendant la Seconde Guerre mondiale, est au fil des ans devenue une institution. Dégustations, messe vigneronne, bénédiction du tonneau, baptême du bébé Vigneron, hymne provençal et autres festins célèbrent l'amitié de la Lorraine avec la Provence.
2023 verra se tenir la 36e Fête des Vins de Voyer. Seule L'édition 2020 a été annulée en raison de la crise sanitaire (Covid-19).

### Personnalités liées à la commune
- Voyer est le berceau de nombreux sculpteurs sur pierre : Goeury père, fils et petit-fils, sculpteurs, nés à Voyer : Jean Nicolas Goeury (1797-1836), son fils Jean-Baptiste Goeury (1823-1894), et son petit-fils Adolphe (1856-). Ont œuvré à Blâmont, réalisant des chemins de croix et nombre de tombeaux[34].
- Marthe Richard (Marthe Richer née Betenfeld, 1889-1982), aviatrice, espionne, prostituée et femme politique française. Elle a donné son nom à la loi de fermeture des maisons closes en France en 1946. Son grand père Jean-Nicolas Betenfeld est natif de Voyer en 1830.

### Héraldique
| Blason de Voyer | Blason  | D'azur à trois aiglettes d'argent posées deux et une, à la champagne ondée d'argent. |
| Blason de Voyer | Détails | Le statut officiel du blason reste à déterminer.                                     |

## Pour approfondir